# Mesothen albifrons
Mesothen albifrons är en fjärilsart som beskrevs av William Schaus 1901. Mesothen albifrons ingår i släktet Mesothen och familjen björnspinnare. Inga underarter finns listade i Catalogue of Life.